# アッレ
アッレ（伊: Arre）は、イタリア共和国ヴェネト州パドヴァ県にある、人口約2,100人の基礎自治体（コムーネ）。

## 地理

### 位置・広がり
パドヴァ県南東部のコムーネ。ロヴィーゴから北東へ20km、県都パドヴァから南へ22km、キオッジャから西へ27km、州都ヴェネツィアから南西へ39kmの距離にある。

#### 隣接コムーネ
隣接するコムーネは以下の通り。
- アーニャ
- バニョーリ・ディ・ソプラ
- カンディアーナ
- コンセルヴェ
- テッラッサ・パドヴァーナ

### 気候分類・地震分類
気候分類では、zona E, 2466 GGに分類される。
また、イタリアの地震リスク階級 (it) では、zona 3 (sismicità bassa) に分類される。

## 姉妹都市
- Warmeriville、フランス